# Інституційна пам’ять
Інституційна пам’ять — це сукупний набір фактів, концепцій, досвіду та знань, якими володіє група людей.  В межах організації це писаний (правила роботи і процедури організації) і неписаний досвід, накопичений усіма поколіннями співробітників даної організації.

## Концепція
Інституційна пам'ять була визначена як "збережені знання в організації". В рамках будь-якої організації інструменти та методи повинні бути адаптовані для задоволення потреб цієї організації. Ці адаптації розробляються з часом і їм навчають нових членів групи, не дозволяючи їм стикатися з тими ж проблемами та потребувати розробки рішення, яке вже існує. Таким чином організації заощаджують час та ресурси, які в іншому випадку можуть бути витрачені даремно.
Інституційна пам'ять вимагає постійної передачі спогадів між членами групи. Як така, вона спирається на наступність членства в групі. Якщо механізм передачі знань не спрацює організація втрачає свою інституційну пам’ять і діятиме менш ефективно, поки не вдасться знову розробити обхідні шляхи, що складали її.
Елементи інституціональної пам’яті можуть знаходитися в корпораціях, професійних групах, урядових органах, релігійних групах, академічній співпраці та  в цілих культурах. Існують різні уявлення про те, як передається інституційна пам’ять, чи то між людьми, чи через письмові джерела.
Інституційна пам'ять може заохочувати збереження ідеології чи способу роботи в такій групі. Прикладом цього може бути організація, яка продовжує подавати звіти, навіть після того, як акти, яким їх подача встановлена скасовані. Інституційна пам'ять може також впливати на організаційну ідентичність, вибір людей та дії осіб, які взаємодіють із установою.
Інституційна пам’ять є політизованою конструкцією - макроківнем пам’яті. Вона має на меті створення інтегральної моделі пам’яті, яка здатна об’єднати суспільство.

## Інституційні знання
Інституційні знання здобуваються організаціями, що переводять історичні дані в корисні знання та мудрість. Пам'ять залежить від збереження даних, а також від аналітичних навичок, необхідних для її ефективного використання в організації.
Релігія - одна із значущих інституційних сил, що діють на колективну пам’ять, приписувану людству. У всіх випадках соціальні системи, культури та організації зацікавлені у контролі та використанні інституціональної пам'яті.
Організаційна структура визначає вимоги до навчання та очікування поведінки, пов'язані з різними ролями. Це частина неявних інституційних знань.

## Інституційна пам’ять  в Україні
Політика інституційної пам’яті на макрорівні в Україні є непослідовною  виявляла безпосередню залежність від політичної (геополітичної) орієнтації діючої влади. За президентства Кучми Л. політика пам’яті була «багатовекторною». З одного боку, до офіційної візії історії було включено національні компоненти (зокрема М. Грушевський одержав офіційне визнання як “батько української нації”, а обов’язковим атрибутом кабінетів усіх установ були його портрети як “першого президента”), а з  іншого боку, представники влади залишалися послідовними адептами багатьох радянських історичних міфів.
Президент Ющенко В. визначав курс на національну версію політики пам’яті, зокрема він активно пропагував ідею примирення між колишніми солдатами радянської армії та вояками УПА. Однак різні  інтерпретації Другої світової війни поглибили поляризацію українського суспільства й активно івикористовувались різними силами в політичних конфліктах, що призвело до посилення конфронтації в українському суспільстві.
Президент Янукович В. позиціонував свою політику пам’яті як альтернативу до дій Ющенка В. (зміна в оцінці Голодомору, подій Другої світової війни та ін.).
Прикладами підтримки, або сприяння розвитку та накопичення інституційної пам’яті в Україні можна спостерігати в Стратегії розбудови кадрового потенціалу Апарату Верховної Ради України до 2022 року в якій передбачено забезпечення неперервності інституційної пам’яті шляхом оптимального поєднання діяльності досвідчених і молодих працівників. Важливість збереження інституційної пам'яті зазначалость  при включенні працівників Офісу генерального прокурора до Міжнародній спільній слідчій групі щодо катастрофи МН17 (JIT).
Напротивагу існує позиція, що інституційна пам’ять органів державної влади України це продовження  інституційної пам’яті радянської  влади, яка заважає реформам, тому структуру державних органів слід повністю реформувати.
Окремі дослідження вважають, що важливо поновити державний апарат за рахунок залучення молодих фахівців, проте інституційна пам’ять повинна залишитися в органах влади лише на 20 – 30 %.